# Rajons de Balvi
Le rajons de Balvi (en letton : Balvu rajons) est une ancienne subdivision administrative de la Lettonie.

## Géographie
Le district s'étendait sur 2 381 km2 au nord-est du pays, à la frontière avec la Russie.

## Histoire
Le district a été créé en 1949 au sein de la république socialiste soviétique de Lettonie puis a continué d'exister dans la Lettonie indépendante jusqu'à la suppression des districts par la réforme administrative de 2009.

## Démographie
En 2007, le district de Balvi comptait 28 246 habitants.
En 2000, il comptait 30 624 habitants, dont :
- Lettons  et Latgaliens  : 23 448 personnes, soit 76,57 %.
- Russes  :  5 982 personnes, soit 19,53 %.
- Ukrainiens  :    250 personnes, soit 0,82 %.
- Biélorusses  :    221 personnes, soit 0,72 %.
- Polonais  :    101 personnes, soit 0,33 %.
- Lituaniens  :     28 personnes, soit 0,09 %.
- Autres  :    594 personnes, soit 1,94 %.

La population russe est soit autochtone (ou du moins présent depuis des siècles) ou d'arrivée récente, comme les autres minorités.
Le terme Autres inclut notamment des ressortissants issus de l'ex-URSS (Estoniens, Kazakhs, Moldaves...), ainsi que des Roms.